# Consigli locali di Malta
I consigli locali di Malta (kunsilli lokali) sono suddivisioni amministrative del Paese paragonabili ai comuni. Istituiti dal Local council Act del 30 giugno 1993, sono pari a 68 e sono raggruppati in regioni.

## Lista

### Gozo
- Fontana
- Ghain Sielem
- Għarb
- Għasri
- Kerċem
- Munxar
- Nadur
- Qala
- Rabat
- San Lorenzo
- Sannat
- Xagħra
- Xeuchia
- Żebbuġ

### Regione Settentrionale

#### Distretto settentrionale
- Baia di San Paolo
- Gargur
- Melleha
- Mġarr
- Mosta
- Naxxar

#### Distretto occidentale
- Dingli
- Mtarfa
- Mdina
- Rabat

#### Distretto del porto settentrionale
- Pembroke
- Swieqi

### Regione Centrale

#### Distretto del porto settentrionale
- Birchircara
- Gżira
- Msida
- Pietà
- St. Julian's
- San Ġwann
- Santa Venera
- Sliema
- Ta' Xbiex

#### Distretto occidentale
- Attard
- Balzan
- L-Iklin
- Lia

### Regione Meridionale

#### Distretto occidentale
- Siġġiewi
- Żebbuġ

#### Distretto del porto settentrionale
- Qormi
- Ħamrun

#### Distretto sudorientale
- Birzebbugia
- Kirkop
- Qrendi
- Għaxaq
- Gudia
- Mqabba
- Safi
- Zurrico

#### Distretto del porto meridionale
- Luqa
- Santa Lucia

### Regione Sudorientale

#### Distretto sudorientale
- Marsascala
- Marsa Scirocco
- Żejtun

#### Distretto del porto meridionale
- Calcara
- Cospicua
- Fgura
- Floriana
- La Valletta
- Marsa
- Paola
- Senglea
- Tarxien
- Vittoriosa
- Xgħajra
- Zabbar